# خطاف الذباب الأبقع الأطلسي

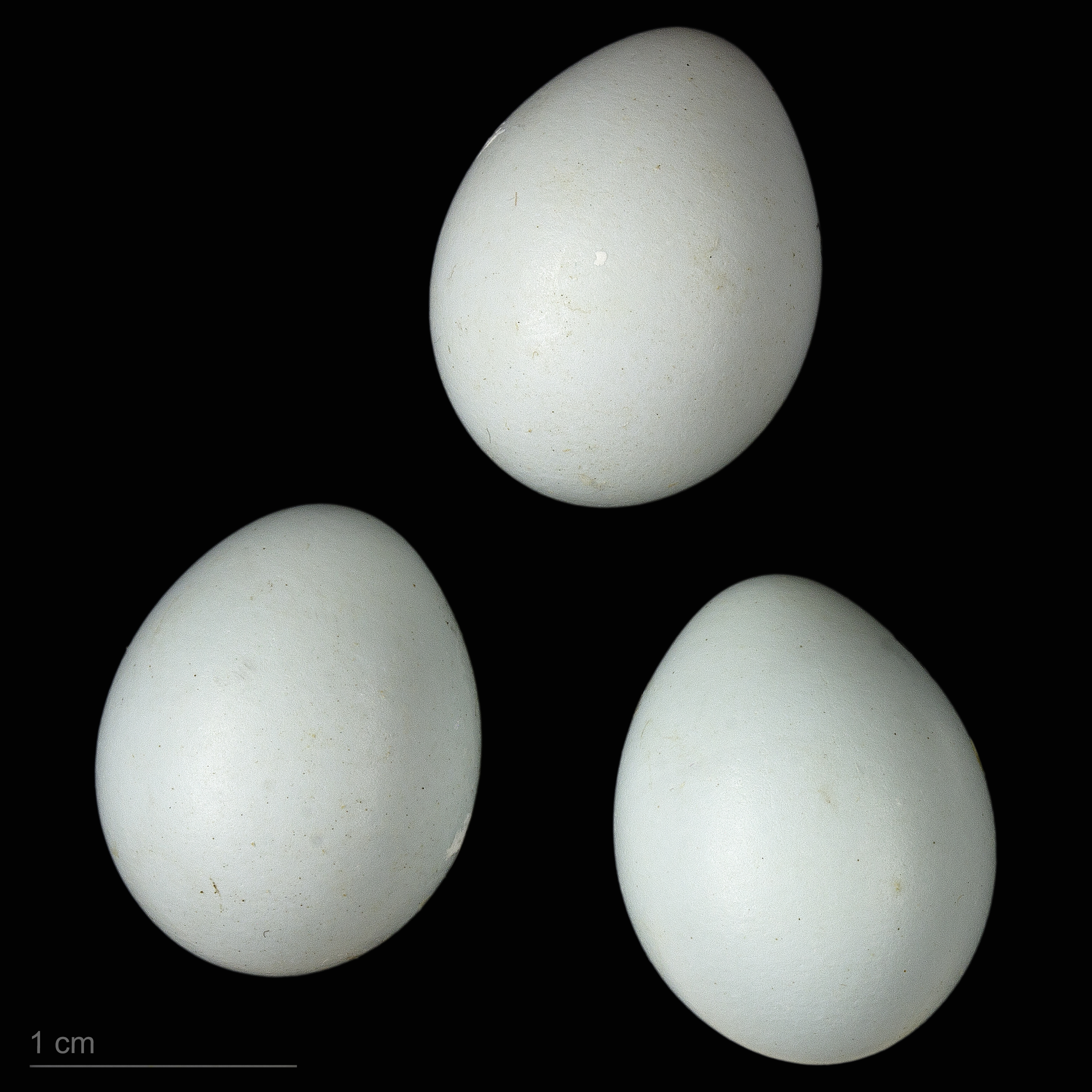
Ficedula speculigera

خطّاف الذباب الأبقع الأطلسي أو خطّاف الذباب الأطلسي (الاسم العلمي: Ficedula speculigera) هو طائر من فصيلة خطاطيف ذباب العالم القديم، وهو أحد الأنواع الأربعة من خطاطيف الذباب البقعاء في منطقة القطب الشمالي القديم الغربي؛ وهو متوطن في شمال غرب أفريقيا.